# Brugrestaurant

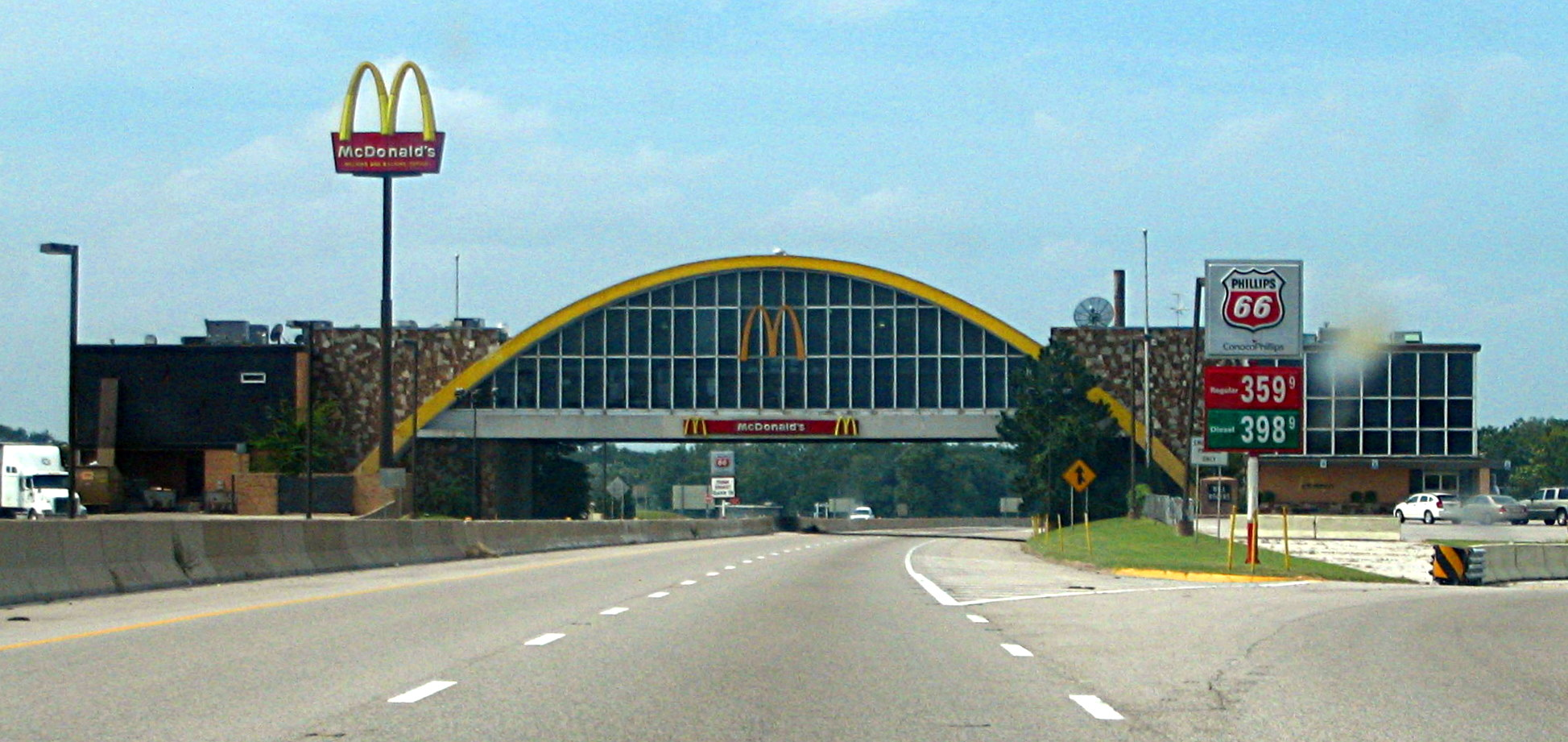
Will Rogers Archway, 's werelds eerste brugrestaurant in Vinita, Oklahoma, VS, gebouwd in 1957

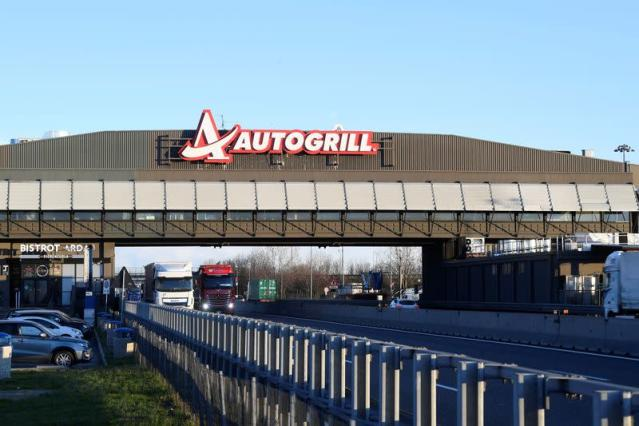
Verzorgingsplaats Arda, Europa's eerste brugrestaurant in Fiorenzuola d'Arda, Italië, gebouwd in 1959

Een brugrestaurant is een wegrestaurant dat is gebouwd als brug over de weg, meestal een autosnelweg. Een brugrestaurant is toegankelijk van beide zijden van de weg, zonder dat de gasten hoeven over te steken, al dan niet via een tunneltje of loopbrug. De voordelen van een brugrestaurant over een autosnelweg zijn, dat niet voor iedere rijrichting een apart restaurant gebouwd hoeft te worden, de investering sneller terugverdiend kan worden dan bij twee aparte restaurants en het weinig extra grond in beslag neemt. Het brugrestaurant trekt bovendien de aandacht van de weggebruiker en de gasten hebben een goed zicht op het verkeer.

## Autosnelwegen

### Verenigde Staten
Het eerste brugrestaurant is in 1957 gebouwd in Oklahoma (VS) over de Will Rogers Turnpike. In 1958 startte de restaurantketen Fred Harvey de bouw van nog vijf brugrestaurants over de North Illinois Toll Highway, deze werden tegelijk met de opening van de snelweg in 1959 in gebruik genomen. In 1959 bracht Angelo Bianchetti, de huisarchitect van de Italiaanse restaurantketen Pavesi, het idee naar Europa waarna het zich wereldwijd verspreidde. De verspreiding binnen de VS werd belet door een wet uit 1960 die commerciële activiteiten langs de defense highways (Interstate) verbiedt. Pleisterplaatsen die al voor 1960 waren gecommercialiseerd mochten wel blijven bestaan en de diverse turnpikes -tolwegen van een Staat- waren al voorzien van wegrestaurants, zodat er weinig nieuws bij kwam. In 1967 volgde in Illinois toch nog een zesde brugrestaurant, gebouwd met een metaalconstructie naar Italiaans voorbeeld..

### Italië
Bianchetti zag kans om het eerste Europese brugrestaurant, bij Fiorenzuola d'Arda over de Autostrada del Sole (A1) tussen Milaan en Bologna, in iets meer dan een half jaar te realiseren. De verspreiding van de brugrestaurants in Europa ging hand in hand met de aanleg van de autosnelwegen vanaf 1960. Pavesi's concurrent Motta liet architect Melchiorre Bega bij Cantagallo, iets ten zuiden van Bologna, ook een brugrestaurant bouwen dat in 1961 werd geopend. Toen in 1962 de Autostrada Serenissima (A4) van gescheiden rijbanen werd voorzien ging Pavesi over tot vervanging van haar wegrestaurants in Novara en Bergamo, door brugrestaurants bij respectievelijk Novara en Osio. Hierna werden tot 1972 nog tien brugrestaurants gebouwd in Italië. Het brugrestaurant in Alfaterna was zelfs voorzien van een tweede laag met hotelaccommodatie, die brugconstructie is inmiddels gesloopt. In 1974 kwamen de Italiaanse ketens, als gevolg van de oliecrisis, in financiële moeilijkheden en kwam er een einde aan de bouw van brugrestaurants in Italië.

### Overig Europa
Het Verenigd Koninkrijk kreeg in 1958 het eerste stukje snelweg en bij de verdere aanleg van de M6 werden ook zogenoemde Motorway Service Areas (MSA) aangelegd. In het Verenigd Koninkrijk zijn veel MSA's voorzien van een loopbrug over de snelweg maar slechts 5 van de 91 zijn een echt brugrestaurant. Geïnspireerd door de Italiaanse autostrada werden drie brugrestaurants gebouwd over de M6 tussen Birmingham en Preston. De M2, de geplande autosnelweg tussen Londen en Dover, kreeg ook een brugrestaurant bij Farthing Corner, later Medway. Het laatste brugrestaurant in het Verenigd Koninkrijk werd over de M1 bij Leicester gebouwd.
In 1967 werd het eerste brugrestaurant in Duitsland gebouwd en begin jaren 70 van de twintigste eeuw werden in Frankrijk, met name door Jacques Borel, en Zwitserland de eerste brugrestaurants geopend.
In België is het idee van brugrestaurants ook veelvuldig toegepast. Nederland kreeg in 1980 met Rick's brugrestaurant bij Verzorgingsplaats Den Ruygen Hoek over de A4 het eerste brugrestaurant. Anno 2021 zijn er verschillende ketens in de brug gevestigd.

## Overige wegen
Naast de autosnelwegen zijn er ook op andere plaatsen brugrestaurants te vinden. In Oldenzaal, Berlijn en Wiesbaden zijn ze gebouwd over brede straten. Het Haus der Deutschen Weinstraße is gebouwd over een tweestrooksweg en heeft, als uitzondering, slechts aan één kant van de weg een ingang. Het kleinste brugrestaurant bevindt zich in Kufstein, waar in een oude verbindingsbrug tussen hotel en herberg plaats is voor twee personen. Het noordelijkste brugrestaurant bevindt zich in de Groenlandse hoofdstad Nuuk boven een voetgangersstraat.

## Architectuur
In de Verenigde Staten zijn de brugrestaurants vrijwel allemaal gebouwd naar hetzelfde ontwerp. De metaalconstructie van de Lincoln Oasis is meegenomen in de renovatie van 2003 zodat alle brugrestaurants in Illinois nu een vrijwel identiek uiterlijk hebben. In Europa zijn de meeste brugrestaurants een uniek ontwerp. Het brugrestaurant moest dienen als visitekaartje van de respectievelijke opdrachtgevers en ze zijn daarbij speciaal voor de locatie ontworpen.

### Staalskeletbouw
De eerste twee Italiaanse brugrestaurants, in Fiorenzuola d'Arda en Cantagallo, kenden beide een metaalconstructie voor de overspanning. De toegangsgebouwen werden aan weerszijden van de weg opgetrokken uit gewapend beton terwijl de brug zelf als staalskeletbouw is opgebouwd. Het brugrestaurant van Cantagallo is in 1981 door brand getroffen en daarna herbouwd als betonconstructie.

### Beton
Vanaf 1961 kwam het gewapend beton voor de overspanning in gebruik. In 1962 ontwierp Bianchetti een betonnen brugrestaurant voor Novara, dat vervolgens vrijwel werd gekopieerd in Osio. Deze twee brugrestaurants hebben een dakterras en een magazijnruimte op het dak, behalve bij Feronia is dit verder niet meer toegepast. Voor de twee in Toscane -Serrevalle Pistoiese en Chianti- en het brugrestaurant in Dorno zocht Pavesi andere architecten aan, zodat iedere locatie een specifiek ontwerp kreeg. De Britse brugrestaurants werden alle vijf opgetrokken uit gewapend beton, ieder met een specifiek ontwerp per locatie. In 1963 respectievelijk 1964 realiseerde Bianchetti twee specifiek ontworpen brugrestaurants in Frascati, ten zuiden van Rome, respectievelijk te Feronia, ten noorden van Rome. Voor het brugrestaurant in Dorno, uit 1964, gebruikte architect Carlo Casati voorgespannen beton voor de overspanning. Motta opende haar tweede brugrestaurant in 1967 bij Limena, iets ten westen van Padua. De architecten, Bega en Nervi creëerden hier een architectonisch hoogstandje met een overspanning in de vorm van een betonnen doos met, in de zijwanden, achthoekige openingen voor de ramen. In 1969 werd in Dammer Berge, van de architecten Paul Wolters en Manfred Bock, voor de overspanning een brugdek uit voorgespannen beton gecombineerd met een bovenbouw in staalskeletbouw.

### Dubbeldeks
Bianchetti ging in 1967 een stap verder door een brugrestaurant te bouwen met twee verdiepingen. Voor Montepulciano greep hij terug op de staalskeletbouw, waarbij het staalskelet nu werd opgehangen aan een enorme stalenbalk boven de weg. Het laatste gerealiseerde ontwerp van Bianchetti was een betonnen brugrestaurant met twee verdiepingen en is gebouwd in Soave (1969), iets ten oosten van Verona en in Alfaterna (1971), iets ten zuiden van Nocera Inferiore. In Zwitserland kreeg het brugrestaurant in Würenlos ook twee verdiepingen waarbij, net als in Montepulciano, één laag voor horeca en de ander als winkelruimte wordt gebruikt. Het nieuwere brugrestaurant in Knonauer Amt kent ook twee verdiepingen.

### Bijzonderheden
Würenlos en de latere Nyköpingsbro zijn gebouwd als tuibrug. Het brugrestaurant in Pratteln, van de Baselse architecten Casoni & Casoni, heeft als bijzonderheid een kunststof bovenbouw. In de Verenigde Staten en Scandinavië liggen de parkeerterreinen op hetzelfde niveau als de brug. Daarbuiten is het gebruikelijk dat de gasten vanaf het parkeerterrein met een (rol)trap en/of lift naar boven moeten om het brugniveau te bereiken. Frascati, Ayer Keroh en Petroport hebben ook een parkeerterrein op brugniveau.

## Overzicht van brugrestaurants
| Land                | Verzorgingsplaats/locatie         | Weg                             | Geopend (Afgebroken) | Ligging                        | Foto |
| ------------------- | --------------------------------- | ------------------------------- | -------------------- | ------------------------------ | ---- |
| België              | Tignée                            | A3/E40                          |                      | 50° 39′ 14″ NB, 5° 42′ 38″ OL  |      |
| België              | Hondelange                        | A4/E25                          |                      | 49° 38′ 36″ NB, 5° 49′ 42″ OL  |      |
| België              | Wanlin                            | A4/E411                         | 1995                 | 50° 8′ 35″ NB, 5° 4′ 43″ OL    |      |
| België              | Nivelles                          | A7/E19                          | 2001                 | 50° 36′ 54″ NB, 4° 18′ 1″ OL   |      |
| België              | Hellebecq                         | A8/E429                         |                      | 50° 41′ 1″ NB, 3° 53′ 51″ OL   |      |
| België              | Verlaine                          | A15/E42                         |                      | 50° 35′ 35″ NB, 5° 18′ 13″ OL  |      |
| België              | Gierle                            | A21/E34                         | 1974 (2016)          | 51° 17′ 31″ NB, 4° 52′ 19″ OL  |      |
| Chili               | Peñaflor                          | AP-78                           | 1998                 | 33° 38′ 3″ ZB, 70° 52′ 8″ WL   |      |
| Duitsland           | Haus der Deutschen Weinstraße     | Deutsche Weinstraße             | 1995                 | 49° 36′ 33″ NB, 8° 10′ 53″ OL  |      |
| Duitsland           | ICC Berlin                        | Messedamm                       | 2 april 1979         | 52° 30′ 16″ NB, 13° 16′ 46″ OL |      |
| Duitsland           | Luisenforum Wiesbaden             | Schwalbacher Strasse            | 2 september 2008     | 50° 4′ 43″ NB, 8° 14′ 12″ OL   |      |
| Duitsland           | Dammer Berge                      | A1                              | 1969                 | 52° 32′ 24″ NB, 8° 6′ 49″ OL   |      |
| Duitsland           | Frankenwald                       | A9                              | 1967                 | 50° 24′ 19″ NB, 11° 46′ 25″ OL |      |
| Finland             | Hansasilta                        | Itäväylä                        | 1984                 | 60° 12′ 35″ NB, 25° 04′ 54″ OL |      |
| Frankrijk           | Verdun Saint Nicolas (Haudiomont) | A4                              |                      | 49° 7′ 9″ NB, 5° 30′ 34″ OL    |      |
| Frankrijk           | Nemours                           | A6                              |                      | 48° 15′ 46″ NB, 2° 43′ 19″ OL  |      |
| Frankrijk           | Beaune-Merceuil                   | A6                              | 29 oktober 1970      | 46° 57′ 40″ NB, 4° 50′ 11″ OL  |      |
| Frankrijk           | Saint Albain                      | A6                              | 24 juli 1971         | 46° 25′ 10″ NB, 4° 51′ 55″ OL  |      |
| Frankrijk           | Lançon-Provence                   | A7                              |                      | 43° 35′ 22″ NB, 5° 11′ 25″ OL  |      |
| Frankrijk           | Orléans-Saran                     | A10                             | 1975                 | 47° 58′ 36″ NB, 1° 51′ 32″ OL  |      |
| Griekenland         | Sirios - Malakasa                 | A1                              |                      | 38° 15′ 22″ NB, 23° 45′ 0″ OL  |      |
| Groenland           | Brugseni                          | Aqqusinersuaq                   |                      | 64° 10′ 32″ NB, 51° 44′ 14″ WL |      |
| Italië              | Fiorenzuola d'Arda                | A1                              | 29 december 1959     | 44° 57′ 44″ NB, 9° 54′ 18″ OL  |      |
| Italië              | Chianti                           | A1                              | 29 april 1964        | 43° 43′ 45″ NB, 11° 19′ 60″ OL |      |
| Italië              | Montepulciano                     | A1                              | 1967 (2021)          | 43° 8′ 9″ NB, 11° 51′ 52″ OL   |      |
| Italië              | Feronia                           | A1                              | 1964                 | 42° 8′ 6″ NB, 12° 36′ 7″ OL    |      |
| Italië              | Cantagallo                        | A1                              | 23 april 1961        | 44° 27′ 22″ NB, 11° 16′ 48″ OL |      |
| Italië              | Alfaterna                         | A3                              | 1971 ()              | 40° 43′ 58″ NB, 14° 40′ 44″ OL |      |
| Italië              | Brembo - Osio                     | A4                              | 1962                 | 45° 37′ 54″ NB, 9° 35′ 55″ OL  |      |
| Italië              | Sebino - Erbusco                  | A4                              | 1962                 | 45° 35′ 37″ NB, 9° 57′ 54″ OL  |      |
| Italië              | Novara                            | A4                              | 1962                 | 45° 28′ 6″ NB, 8° 39′ 24″ OL   |      |
| Italië              | Limena                            | A4                              | 2 april 1967         | 45° 26′ 54″ NB, 11° 50′ 41″ OL |      |
| Italië              | Soave                             | A4                              | 1969                 | 45° 24′ 38″ NB, 11° 13′ 58″ OL |      |
| Italië              | Dorno                             | A7                              | 11 mei 1964          | 45° 8′ 53″ NB, 8° 59′ 29″ OL   |      |
| Italië              | Brogeda                           | A9                              |                      | 45° 50′ 28″ NB, 9° 2′ 18″ OL   |      |
| Italië              | Serravalle Sud                    | A11                             | 1962                 | 43° 53′ 28″ NB, 10° 49′ 31″ OL |      |
| Italië              | Frascati                          | E821                            | 1963                 | 41° 49′ 55″ NB, 12° 39′ 24″ OL |      |
| Maleisië            | Sungai Buloh                      | E1 (AH 2)                       |                      | 3° 11′ 19″ NB, 101° 35′ 11″ OL |      |
| Maleisië            | Ayer Keroh                        | E2 (AH 2)                       |                      | 2° 23′ 55″ NB, 102° 13′ 16″ OL |      |
| Maleisië            | Subang Jaya                       | E6 (AH 2)                       |                      | 3° 1′ 32″ NB, 101° 34′ 32″ OL  |      |
| Nederland           | Oldenzaal                         | Eektestraat                     |                      | 52° 17′ 47″ NB, 6° 55′ 25″ OL  |      |
| Nederland           | Den Ruygen Hoek                   | A4                              | 18 december 1980     | 52° 15′ 36″ NB, 4° 41′ 17″ OL  |      |
| Noord-Korea         | Theehuis Sohung (Hungsu-ri)       | AH 1 (Pjongjang - DMZ (-Seoul)) |                      | 38° 28′ 4″ NB, 126° 4′ 3″ OL   |      |
| Noorwegen           | Holmestrand                       | E18                             |                      | 59° 30′ 51″ NB, 10° 12′ 10″ OL |      |
| Oostenrijk          | Auracher Löchl                    | Römerhofgasse, Kufstein         |                      | 47° 34′ 56″ NB, 12° 10′ 6″ OL  |      |
| Slovenië            | Šentilj                           | A1                              |                      | 46° 41′ 8″ NB, 15° 39′ 0″ OL   |      |
| Spanje              | La Jonquera                       | AP-7                            |                      | 42° 24′ 23″ NB, 2° 52′ 21″ OL  |      |
| Spanje              | Arrigorriaga                      | AP-68                           |                      | 43° 11′ 26″ NB, 2° 53′ 47″ WL  |      |
| Spanje              | Porta Cerdanya                    | E9                              |                      | 42° 20′ 45″ NB, 1° 49′ 58″ OL  |      |
| Spanje              | La Plana                          | E15                             |                      | 39° 51′ 52″ NB, 0° 7′ 21″ WL   |      |
| Spanje              | Lleida                            | E90                             |                      | 41° 32′ 34″ NB, 0° 38′ 16″ OL  |      |
| Spanje              | El Penedes                        | E90                             |                      | 41° 17′ 19″ NB, 1° 35′ 32″ OL  |      |
| Turkije             | Tepetarla                         | O-4                             |                      | 40° 43′ 40″ NB, 30° 04′ 12″ OL |      |
| Turkije             | Üçköprü                           | O-4                             |                      | 40° 47′ 26″ NB, 31° 14′ 27″ OL |      |
| Verenigd Koninkrijk | Leicester Forest East             | M1                              | 1966                 | 52° 37′ 7″ NB, 1° 12′ 22″ WL   |      |
| Verenigd Koninkrijk | Medway                            | M2                              | 1 november 1963      | 51° 20′ 26″ NB, 0° 36′ 26″ OL  |      |
| Verenigd Koninkrijk | Charnock Richard                  | M6                              | 1963                 | 53° 37′ 52″ NB, 2° 41′ 28″ WL  |      |
| Verenigd Koninkrijk | Knutsford                         | M6                              | 1963                 | 53° 18′ 2″ NB, 2° 24′ 6″ WL    |      |
| Verenigd Koninkrijk | Keele                             | M6                              | 1963                 | 52° 59′ 35″ NB, 2° 17′ 22″ WL  |      |
| Verenigde Staten    | Vinita, Oklahoma                  | Will Rogers Turnpike            | 1957                 | 36° 37′ 24″ NB, 95° 8′ 53″ WL  |      |
| Verenigde Staten    | Abraham Lincoln Oasis             | Interstate 80                   | 1967                 | 41° 34′ 43″ NB, 87° 35′ 57″ WL |      |
| Verenigde Staten    | Belvidere Oasis                   | Interstate 90                   | 1959                 | 42° 14′ 0″ NB, 88° 50′ 4″ WL   |      |
| Verenigde Staten    | Des Plaines Oasis                 | Interstate 90                   | 1959                 | 42° 0′ 53″ NB, 87° 55′ 35″ WL  |      |
| Verenigde Staten    | Lake Forest Oasis                 | Interstate 94                   | 1959                 | 42° 15′ 11″ NB, 87° 54′ 5″ WL  |      |
| Verenigde Staten    | O'Hare Oasis                      | Interstate 294                  | 1959                 | 41° 57′ 2″ NB, 87° 52′ 57″ WL  |      |
| Verenigde Staten    | Hinsdale Oasis                    | Interstate 294                  | 1959                 | 41° 47′ 1″ NB, 87° 54′ 28″ WL  |      |
| Zuid-Afrika         | Petroport                         | N1                              |                      | 25° 36′ 60″ ZB, 28° 16′ 42″ OL |      |
| Zuid-Afrika         | Midrand                           | N1                              |                      | 25° 58′ 49″ ZB, 28° 7′ 35″ OL  |      |
| Zweden              | Gävle Bro                         | E4                              | 1987                 | 60° 38′ 56″ NB, 17° 7′ 8″ OL   |      |
| Zweden              | Nyköpingsbro                      | E4                              | 1986                 | 58° 44′ 56″ NB, 16° 55′ 15″ OL |      |
| Zwitserland         | Würenlos                          | A1                              | 13 mei 1972          | 47° 26′ 18″ NB, 8° 20′ 51″ OL  |      |
| Zwitserland         | Pratteln                          | samenloop A2 en A3              | 26 oktober 1978      | 47° 31′ 39″ NB, 7° 42′ 3″ OL   |      |
| Zwitserland         | Knonauer Amt                      | A4                              | 13 november 2009     | 47° 16′ 19″ NB, 8° 26′ 17″ OL  |      |

## Allerlei

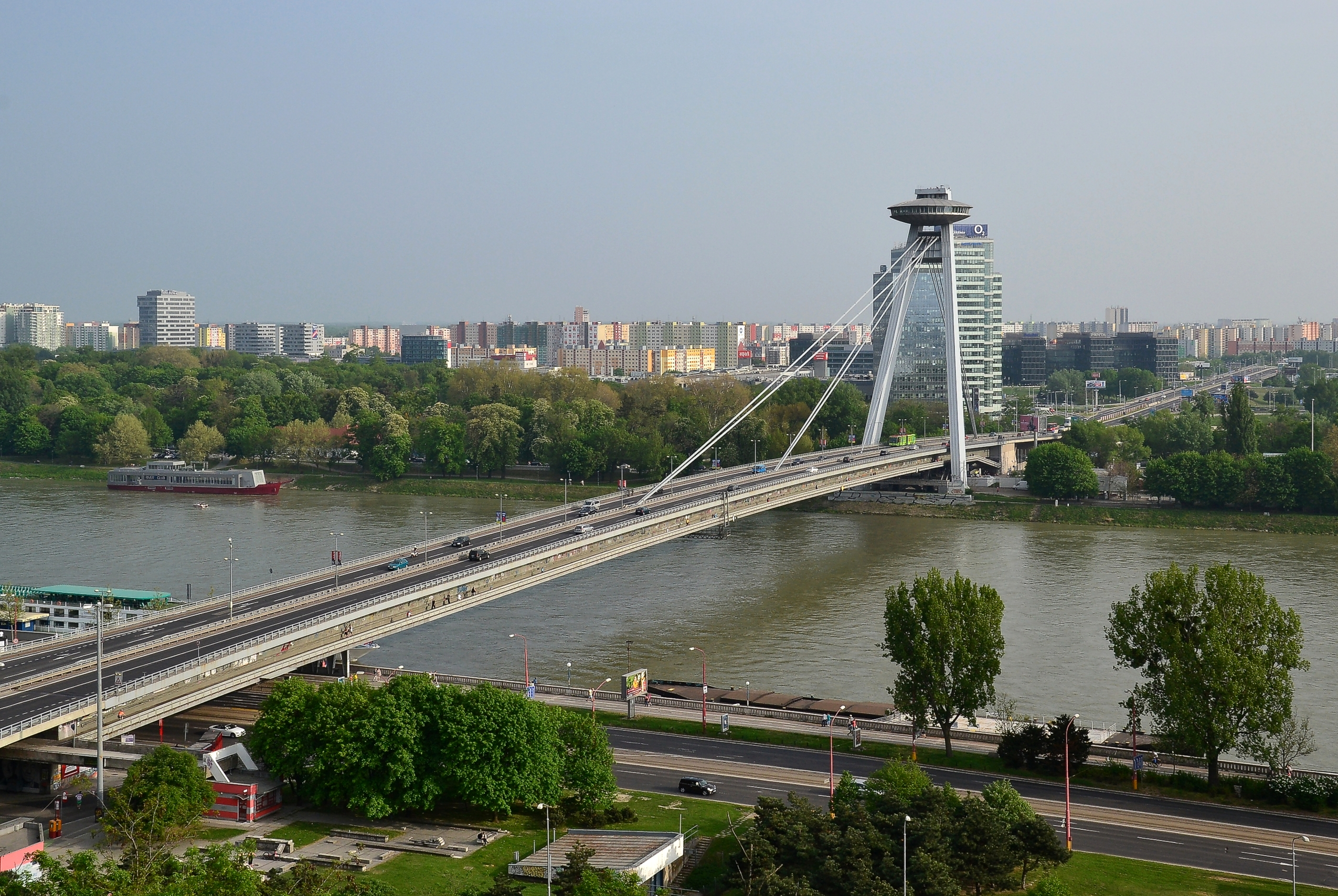
De Nový Most in Bratislava met restaurant UFO boven op de pylonen
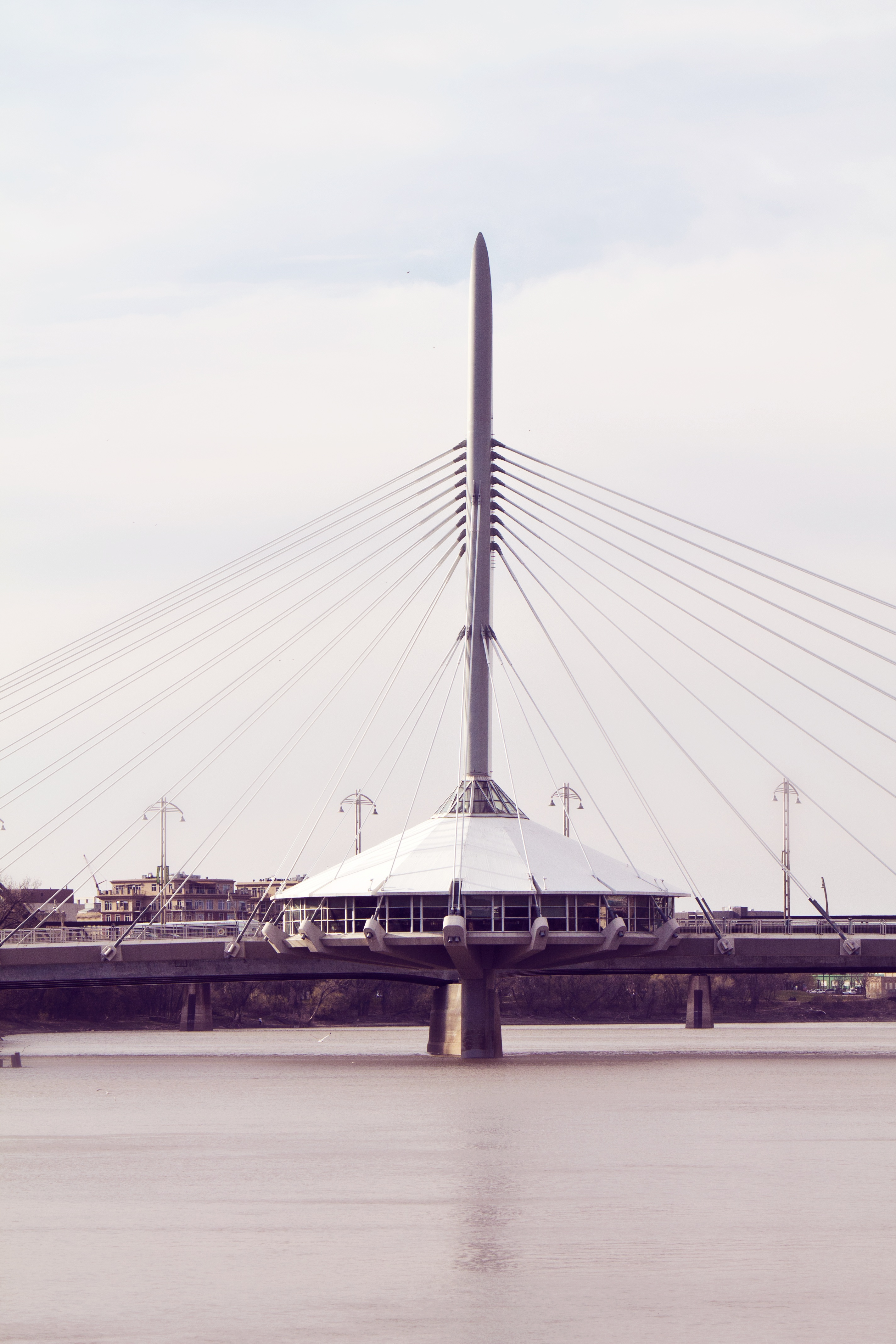
Het restaurant Esplanade Riel in Winnipeg
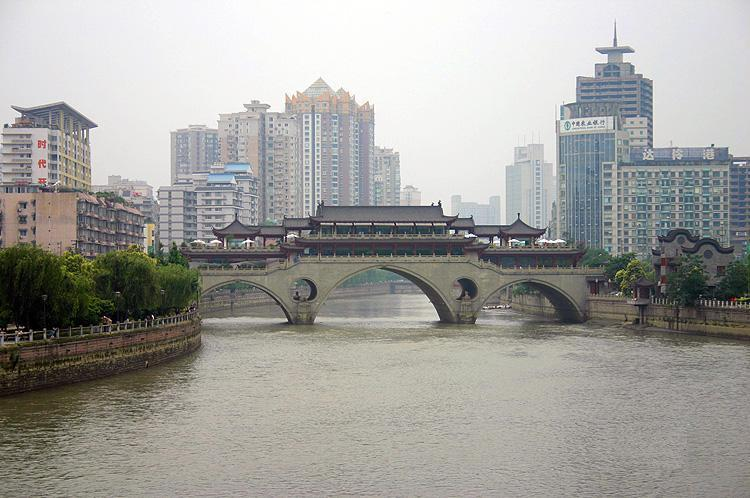
Het Veranda bridge restaurant op de Anshunbrug in Chengdu
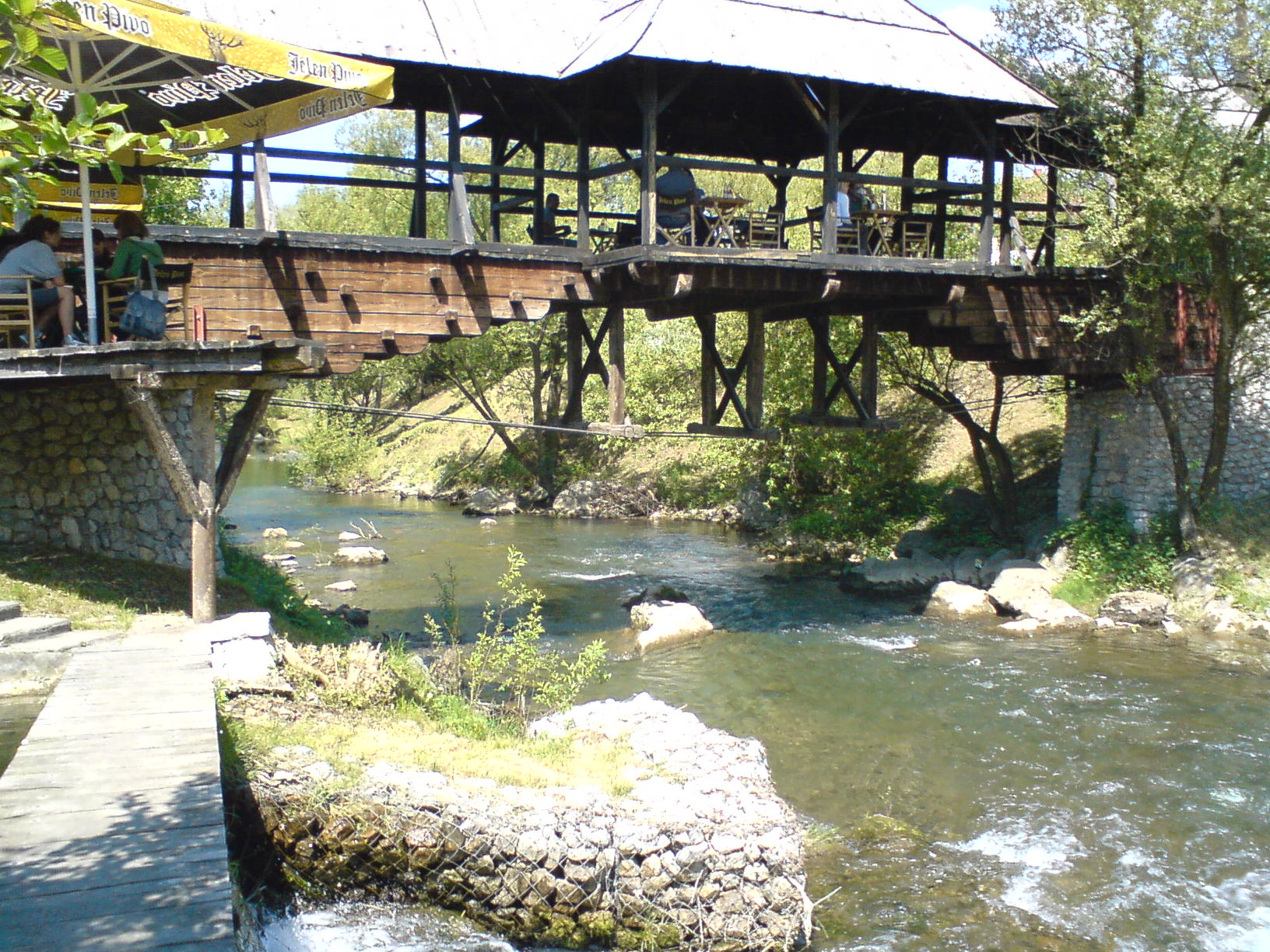
Het terras op de houten brug in Valjevo

Letterlijk kunnen de restaurants op de Nový Most (48° 8′ 12″ NB, 17° 6′ 17″ OL
) in Bratislava uit 1972 en de Esplanade Riel (49° 53′ 28″ NB, 97° 7′ 38″ WL
) in Winnipeg uit 2003 als brugrestaurant worden aangemerkt, maar het betreft hier gewone bruggen met als bijzaak een restaurant. Het veranda bridge restaurant in Chengdu strekt zich uit over de volle lengte van de Anshun brug uit 2003, die ook als voetgangersbrug dient (30° 38′ 38″ NB, 104° 5′ 0″ OL). De Servische plaats Valjevo kent een restaurant met een terras op een daartoe gebouwde brug over het water bij Knez Mihajleva (44° 15′ 39″ NB, 19° 53′ 36″ OL).
Asterix en Obelix brachten in de Romeinse tijd al een bezoek aan het brugrestaurant Restauvia tijdens hun reis naar Zwitserland. (Asterix en de Helvetiërs, blz 18)